# Gare de Bas - Monistrol
Pour les articles homonymes, voir Gare de Bas.
Ne doit pas être confondu avec Gare de Monistrol-d'Allier.
La gare de Bas - Monistrol est une gare ferroviaire française de la ligne de Saint-Étienne-Châteaucreux au Puy-en-Velay. Bien que située sur la commune de Bas-en-Basset, elle assure principalement la desserte de l'agglomération de Monistrol-sur-Loire, dans le département de la Haute-Loire en région Auvergne-Rhône-Alpes.
Elle est mise en service en 1863 par la Compagnie des chemins de fer de Paris à Lyon et à la Méditerranée (PLM).
C'est une gare de la Société nationale des chemins de fer français (SNCF), desservie par des trains TER Auvergne-Rhône-Alpes.

## Situation ferroviaire
Établie à 473 m d'altitude, entre la courte ligne droite du plateau de Cheucle et le tunnel de Gournier, la gare de Bas - Monistrol est située au point kilométrique (PK) 102,751 de la ligne de Saint-Georges-d'Aurac à Saint-Étienne-Châteaucreux, entre les gares de Pont-de-Lignon et d'Aurec.

## Histoire

### Âge d'or du PLM
La « station de Monistrol » est mise en service le 9 novembre 1863 par la Compagnie des chemins de fer de Paris à Lyon et à la Méditerranée (PLM), lorsqu'elle ouvre à l'exploitation la section de Firminy à Pont-de-Lignon de sa ligne de Saint-Étienne - Le Puy - Arvant.

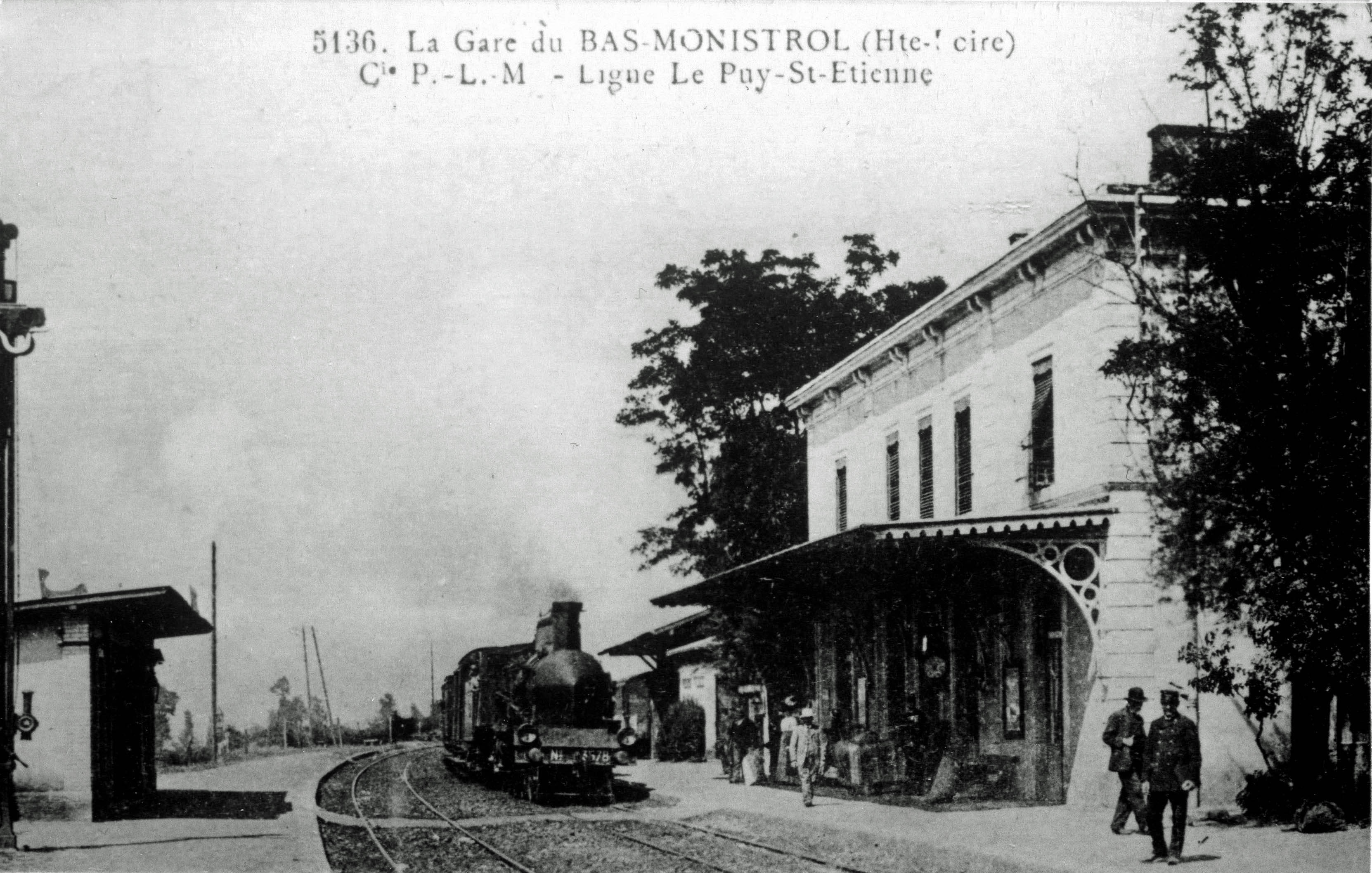
Entrée d'un train à vapeur du PLM en gare de Bas - Monistrol vers 1900.

Le tracé de la ligne suivant le cours de la Loire, le chemin de fer ne peut desservir directement la ville de Monistrol, située en retrait par rapport à la vallée, et surtout à une altitude trop élevée (environ 600 mètres, contre 450 mètres pour la voie en construction). Décision a donc été prise d'édifier la gare sur la commune voisine de Bas, immédiatement avant le tunnel de Gournier, à proximité de la route reliant Monistrol à Valprivas et Bas, l'actuelle D12. Le bâtiment voyageurs et le bâtiment marchandises ne présentent pas d'intérêt notable sur le plan de l'architecture. L'implantation de la gare donne naissance à un petit hameau, dénommé La Gare.
La gare connaît une activité soutenue à la fin du XIXe siècle et au début du XXe siècle, en lien notamment avec les industries présentes à Monistrol. Le train permet aussi l'arrivée sur les bords de Loire des premiers touristes, venus notamment de Saint-Étienne, qui favorisent le développement du petit bourg de Bas-en-Basset.

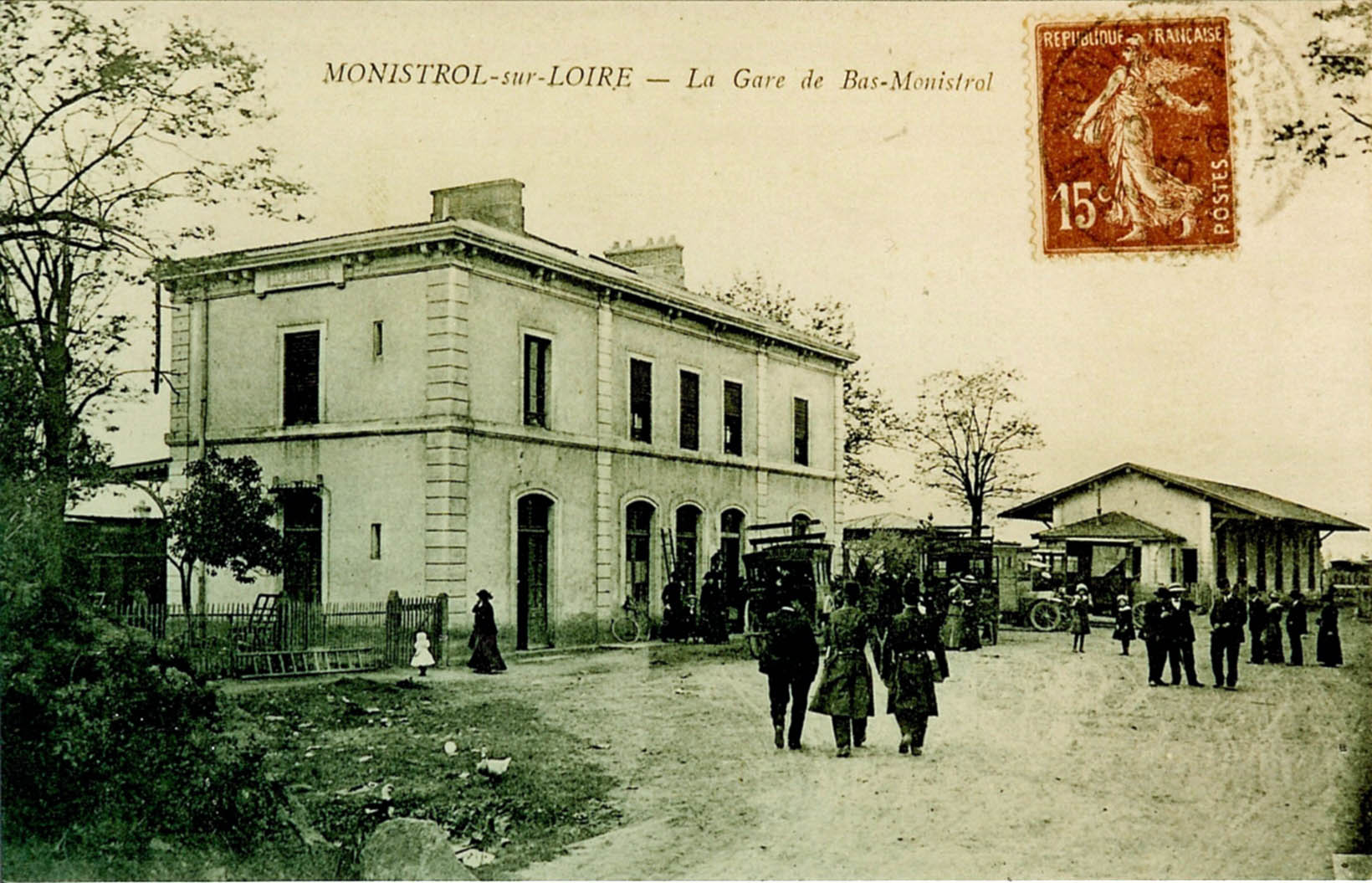
La gare de Bas - Monistrol et la cour des voyageurs au début du XXe siècle.

Des projets de création d'une nouvelle ligne vers Saint-Pal-Saint-Romain sur la ligne de Firminy à la vallée du Rhône sont parfois évoqués, notamment par le député-maire de Monistrol Édouard Néron, mais ne se concrétisent pas.

### L'Après-guerre
Après la création de la Société nationale des chemins de fer français (SNCF), en 1938, le trafic régional entre Le Puy et Saint-Étienne décline, concurrencé par la route.
Toutefois, la SNCF met en service des trains directs entre Lyon-Perrache et Toulouse-Matabiau, via Saint-Étienne-Châteaucreux, Bas - Monistrol, Le Puy, La Bastide - Saint-Laurent, Mende, Rodez et Albi. Assurée dans un premier temps par des autorails ADX-2, cette relation saisonnière à visée touristique donne à la gare un modeste rôle de gare grandes lignes.
Dans les années 1960, la SNCF met en service des circulations pour rejoindre, à Saint-Étienne-Châteaucreux, le train rapide L'Aquilon, créé en 1962 sur l'axe Paris-Dijon-Lyon-Perrache-Saint-Étienne. Certaines circulations de L'Aquilon accueillent même des tranches en provenance du Puy, via Bas - Monistrol.

### Fin des circulations grandes lignes et déclin
En septembre 1981, L'Aquilon est remplacé par le TGV Sud-est, emportant la fin des tranches en provenance et à destination du Puy via Bas - Monistrol. Le 27 août 1988, le train direct entre Lyon-Perrache et Toulouse-Matabiau, assuré par les autorails X 2800, connaît sa dernière circulation, la relation étant supprimée « sans explication, alors qu'elle offrait aux touristes, malgré l'inconfort des voitures, les agréments de paysages variés ».
En 1988, la gare est équipée de la signalisation par Block automatique à permissivité restreinte (BAPR-VB). Toutefois, plus aucun train grandes lignes ne s'arrête en gare, et le trafic régional poursuit son long déclin.
En 1995, des rumeurs de fermeture de la ligne au-delà de Bas - Monistrol sont rapportées par les syndicats de cheminots, cependant que les élus, comme le ministre Jacques Barrot (UDF-CDS) ou le docteur Pommarel (Verts), réaffirment leur attachement à la ligne du Puy-en-Velay à Bas - Monistrol.

### Modernisation et régionalisation: le renouveau actuel
À la faveur du renouveau démographique monistrolien, la fréquentation de la gare augmente dans les années 2000. Le trafic périurbain se développe, notamment du fait des dessertes de Saint-Étienne-Châteaucreux à Bas - Monistrol de début et de fin de journée, ouvertes dès 1991 à la faveur de la fermeture aux voyageurs de la ligne Firminy-Dunières. Des correspondances performantes sont établies avec les TGV au départ ou à l'arrivée à Saint-Étienne-Châteaucreux.
La régionalisation des TER, mais aussi les investissements du conseil général de Haute-Loire, permettent la modernisation du matériel roulant. Les EAD (X 4300, X 4500, etc.) sont remplacés, à partir de 2000, par des X 73500 puis, à la faveur de l'électrification de Saint-Étienne-Châteaucreux à Firminy, par du matériel bimode : les B 81500 de la région Rhône-Alpes.
Avec une fréquentation moyenne de 1130 voyageurs par semaine en 2009, Bas - Monistrol ravit à Brioude le rang de seconde gare de Haute-Loire.
La gare a fait l'objet d'une importante campagne de rénovation en 2010 : remise en état du bâtiment voyageurs, remplacement du mobilier, installation de la signalisation électronique et de l'annonce sonore. Ces travaux, d'un montant de 354 600 €, ont été cofinancés par l'État, le conseil régional et la SNCF. En 2010-2011, des travaux destinés à améliorer la circulation et le stationnement ont été engagés aux abords de la gare, pour un montant de 86 700 €, cofinancé par la commune, l'État, le conseil régional et la SNCF. Ils ont notamment permis une importante extension du parc de stationnement dans l'ancienne cour des marchandises.

## Service des voyageurs

### Accueil
Gare SNCF, elle dispose d'un bâtiment voyageurs, avec guichet, ouvert tous les jours. Elle est également équipée d'automates pour l'achat de titres de transport, ainsi que d'un valideur pour la carte régionale Oùra.

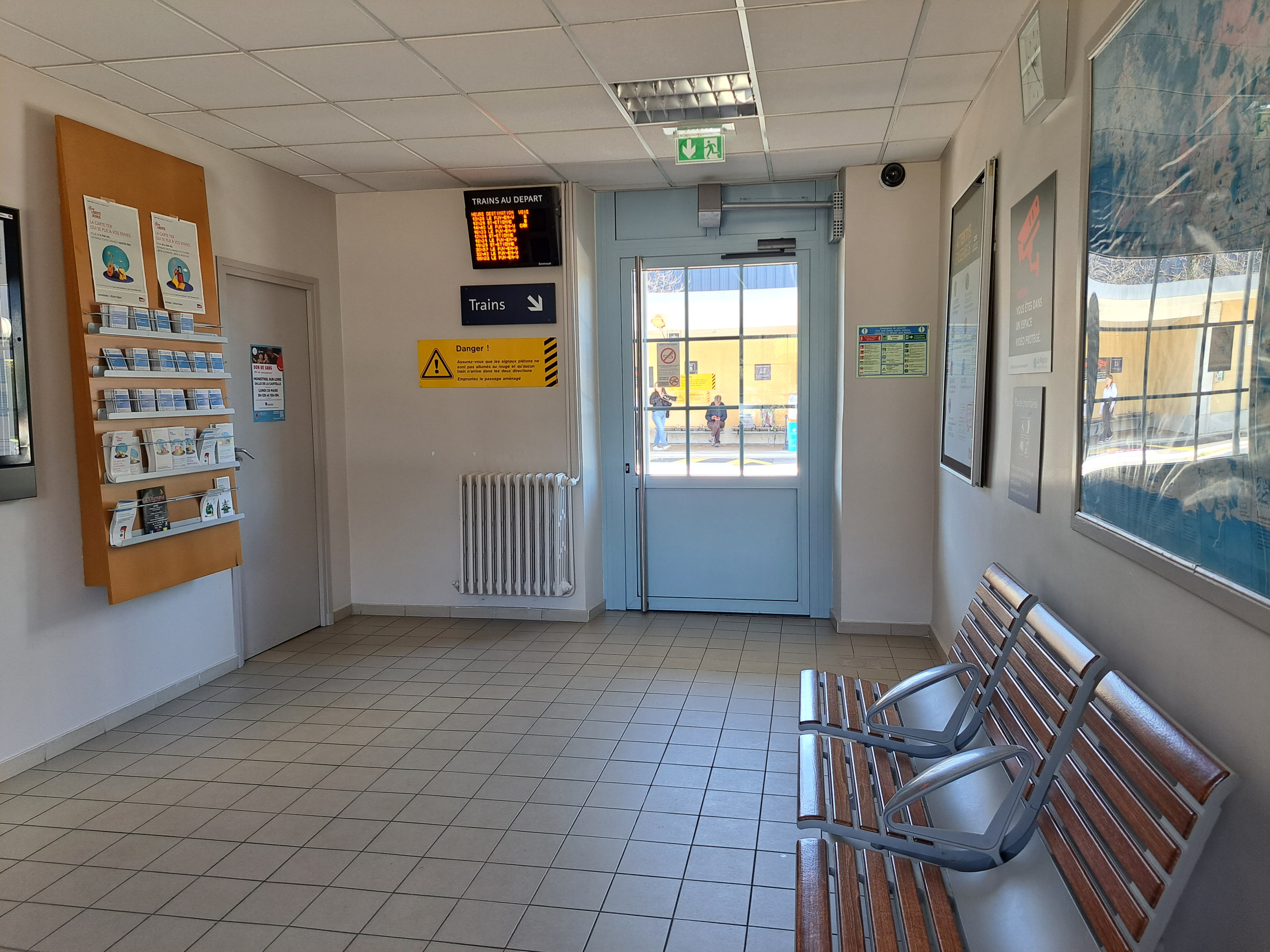
Intérieur de la Gare de Bas - Monistrol

La Gare possède deux voies à quai pour le service des voyageurs (une voie courte permettant d'accueillir une rame AGC en unité simple, et une voie longue permettant l'arrêt d'AGC en unité multiple de deux éléments (UM2)). Un passage planchéié protégé par des feux piétons permet la traversée des voies à niveau.

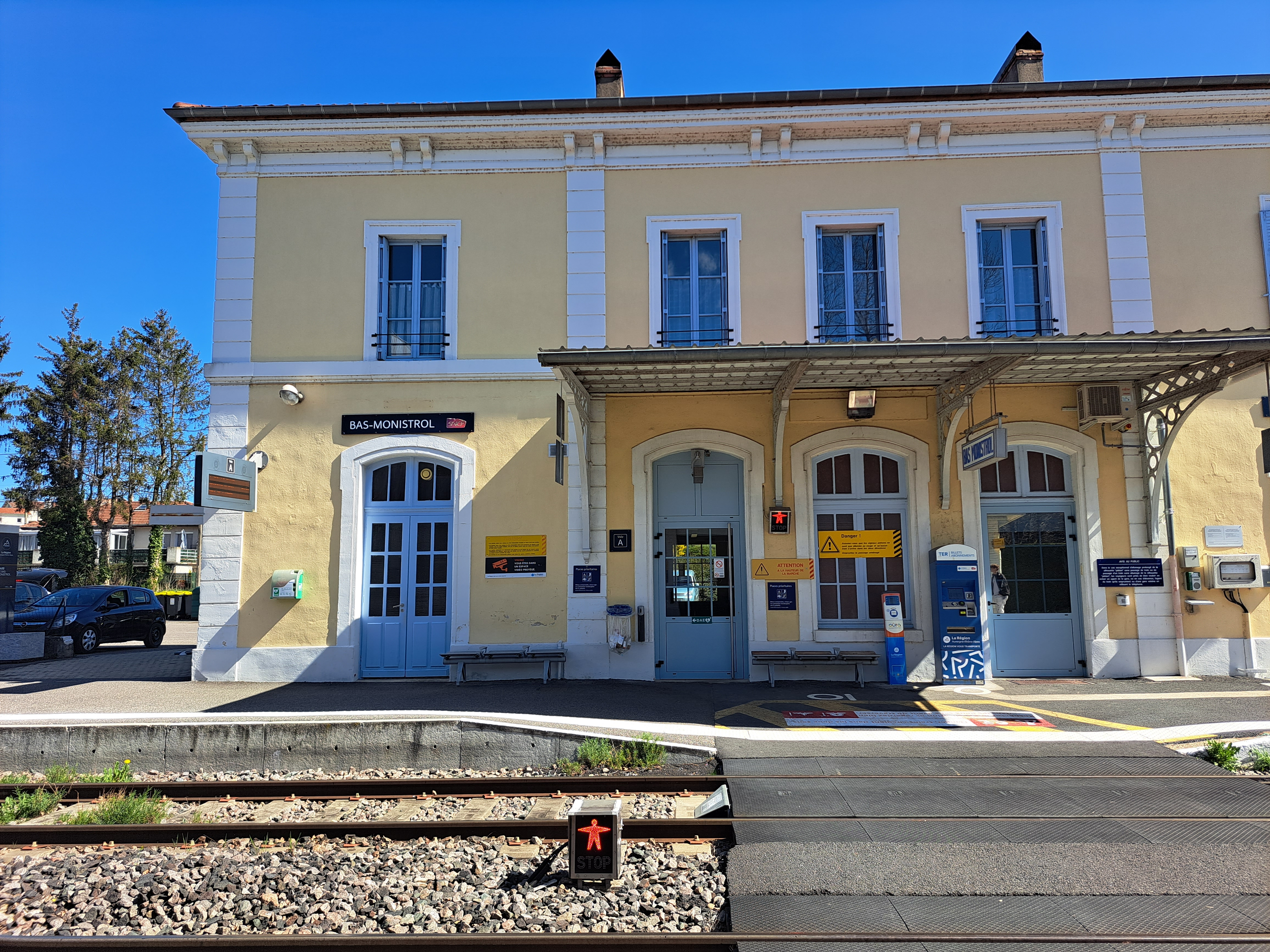
Gare de Bas - Monistrol côté quais voyageurs.

### Desserte
Bas - Monistrol est desservie par des trains TER Auvergne-Rhône-Alpes qui effectuent des missions entre Saint-Étienne-Châteaucreux  et Le Puy-en-Velay, ainsi qu'entre Saint-Étienne-Châteaucreux et Bas - Monistrol (desserte périurbaine de début et de fin de journée en semaine). On dénombre actuellement 20 trains par jour en semaine. Ces dessertes, aujourd'hui assurées par du matériel bi-mode, devraient bénéficier du cadencement à partir de décembre 2011, selon les déclarations de René Souchon, président (PS) du conseil régional, autorité organisatrice des transports ferroviaires régionaux. Malgré les contraintes liées à la voie unique sur la ligne, la desserte pour Saint-Étienne-Châteaucreux devrait  atteindre un train toutes les demi-heures en période de pointe, et un train toutes les heures en période creuse.
Pour ce qui est du temps de parcours, la gare se trouve à 35 minutes de Saint-Étienne-Châteaucreux, 44 minutes du Puy-en-Velay (40 min par autocar sans arrêt intermédiaire) et 1h26 de Lyon-Part-Dieu. En 2010, la suppression de ralentissements liés aux risques d'éboulement dans les gorges de la Loire, ainsi qu'une opération de grand entretien, ont permis de réduire les temps de parcours et d'améliorer la ponctualité des circulations.
Même si plus aucun train grandes lignes ne circule sur la ligne, la correspondance avec le TGV, établie à Saint-Étienne-Châteaucreux, permet de rejoindre Paris-Gare de Lyon en 3h36.
Il n'existe pas de relation directe vers Saint-Georges-d'Aurac et la ligne des Cévennes.

### Intermodalité
Un parc pour les vélos et un parking pour les véhicules y sont aménagés. La gare n'est pas reliée au centre-ville de Monistrol-sur-Loire par les transports en commun (même si des projets de navette sont parfois évoqués par la ville de Monistrol). Néanmoins, « Pôle d'échanges secondaire », elle est desservie par quelques bus des transports départementaux de voyageurs, bien que l'arrêt soit situé sur le RD12, à deux cents mètres du bâtiment voyageurs, et non sur le parvis de la gare. Il s'agit de la ligne H28 (Saint-Étienne - Monistrol - Bas-en-Basset - Beauzac).

## Service des marchandises
Il n'existe plus aucun service de fret sur la totalité de la ligne.

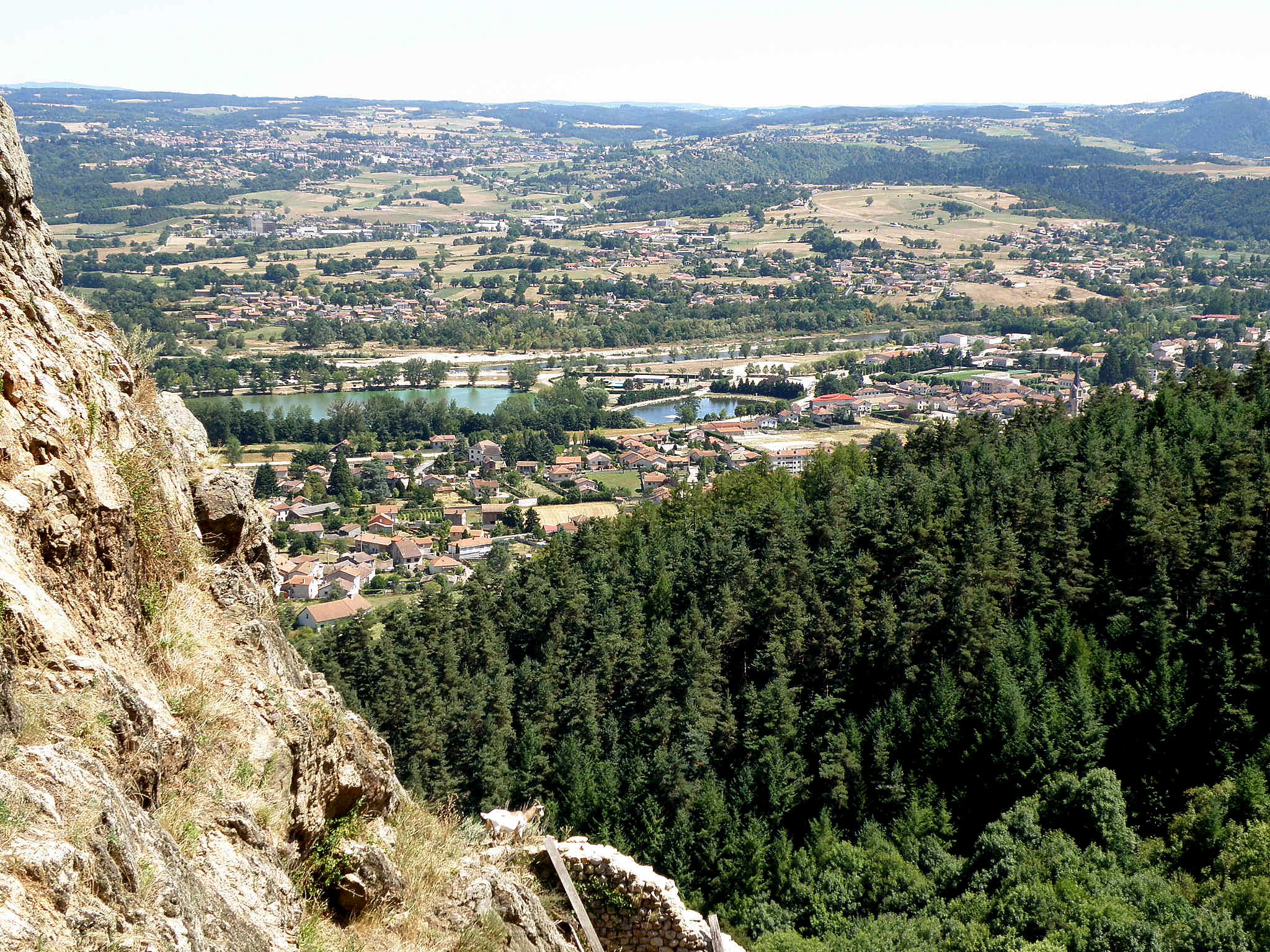
Agglomération de Monistrol (en arrière-plan) — Bas (au premier plan), séparées par la Loire, et hameau de La Gare de Bas - Monistrol à mi-distance.

## Chemins de TER
La gare est située sur le sentier de grande randonnée des gorges de la Loire, Chemins de TER, mis en place par le conseil général de la Haute-Loire et la FFRP. Les randonneurs peuvent rejoindre une autre gare de la ligne au départ de Bas - Monistrol, pour revenir ensuite à leur point de départ en train.

## Perspectives de développement
« La ligne Le Puy <> Saint-Étienne demeure une priorité déclarée pour la Région Auvergne. Tout d’abord, la ligne est dynamique, la deuxième plus fréquentée après l’axe Moulins <> Clermont <> Arvant et avec la branche Clermont <>Thiers. De plus, elle accueillait en 2006 + de 6 % de voyageurs en plus, soit au total près de 366 000 usagers. En outre, si l’on raisonne à plus long terme, cette ligne, de par son caractère interrégional, semble avoir un très fort potentiel à la fois au regard de la croissance démographique de la Haute-Loire, du développement résidentiel tiré par le bassin d’emploi stéphanois et de la croissance du trafic de la RN88. »
Afin de renforcer la desserte de l'agglomération de Monistrol-sur-Loire, la gare et la ligne devait faire l'objet de certains travaux dans les années à venir : amélioration du raccordement de la gare à la RD12 (projet de giratoire) ; rehaussement des quais ; optimisation de l'infrastructure de la ligne, dans le cadre de l'« étude prioritaire » confiée à Réseau ferré de France (RFF) par le contrat de projets État-région 2007-2013, qui pose la perspective d'un investissement total sur la ligne de 62 millions d'euros à l'horizon 2020. Toutefois, la réduction des temps de parcours par des relèvements de vitesse « parait peu probable à un coût acceptable ».
En 2023, l'accès routier à la gare est sécurisé par la création d'un carrefour à feux, à l'intersection entre la route de la Gare et la RD12. L'arrêt de car de la ligne H28 sur la RD12 est réaménagé à cette occasion, sans toutefois être mis en accessibilité (absence de quai rehaussé et de bande d'éveil). De même, il n'existe pas encore à ce jour de cheminement piéton entre la RD12 et la gare.
Un projet de liaison cyclable sécurisée entre la gare et le centre de Monistrol-sur-Loire est à l'étude.